# 業餘劇場

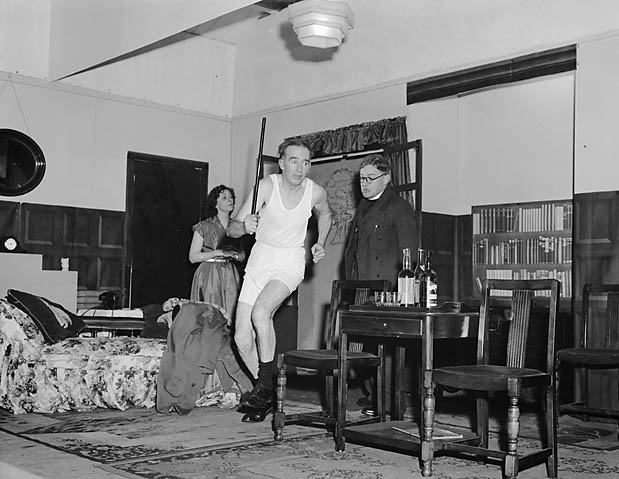
Gobowen業餘戲劇協會在1954年演出《See How They Run》

業餘劇場（Amateur theatre）也稱為業餘戲劇（amateur dramatics）或業餘劇團，是由業餘愛好者擔任演員以及歌者，所呈現的劇場藝術。業餘劇場可以是舞台劇、雜劇、音樂劇、輕歌劇、默劇等，演出的目的是為了社區活動以及其美學價值。其演出可能是露天演出，或是用活動中心、學校或是一些適合的表演場地。
業餘劇團和專業劇團不同，業餘劇團的演出者不支薪。一般而言，業餘劇團的演員也不是演員工會的成員。

## 定義
有關如何定義業餘劇場的「業餘」，有許多不同的意見。在技術觀點，「業餘」指是不為其服務收費的人，或是無人為其服務付費的人。其中一種詮釋是「缺乏專門技術（例如藝術）的人」，另一種詮釋是「在兼職非專業者的角色從事藝術、科學、研究或是美學相關活動的人。」
業餘演員不太可能是演員工會的成員，因為各國的工會都會訂定嚴格的政策。美國的演員工會也是因為保護演藝產業以及其中的職業藝術工作者而成立。
大部份專業表演者的技能以及技藝是在受認可的訓練機構中學到的，例如皇家戏剧艺术学院（倫敦）、茱莉亞學院（紐約）等，業餘表演者一般沒有受過專業訓練。
業餘劇場和業餘戲劇可以定義為「參與者沒有支薪，為了興趣參與的劇場藝術。」。地區組織的戲劇活動可以提供社區娛樂，也是有趣且令人興奮的興趣，在參與中會產生很強大的友誼。許多業餘劇場認為「業餘」有負面面涵，會自稱為「戲劇團體」或是「劇團」。

## 延伸閱讀
- Keith Arrowsmith, The Methuen Amateur Theatre Handbook. Methuen Drama, 2002. ISBN 978-0413755704

## 外部連結
- Amateur Theatre Directory （页面存档备份，存于）
- Amateur Stage Magazine （页面存档备份，存于）